# Phyllonorycter ovalifoliae
Phyllonorycter ovalifoliae là một loài bướm đêm thuộc họ Gracillariidae. Loài này có ở Nepal.
Sải cánh dài 7-7.5 mm.
Ấu trùng ăn Lyonia ovalifolia. Chúng ăn lá nơi chúng làm tổ.